# Savério
Savério Romano, mais conhecido simplesmente como Savério (São Paulo, 12 de junho de 1925 – São Paulo, 6 de outubro de 1987), foi um futebolista brasileiro. Viveu o auge da carreira jogando pelo São Paulo.

## História
Oriundo do quadro de aspirantes amadores, Savério estreou pelo São Paulo em 16 de setembro de 1943, em uma partida contra o Vasco da Gama, no Rio de Janeiro. A partida, que serviu para inaugurar a iluminação do Estádio Caio Martins em Niterói, terminou com vitória dos paulistas por 3 a 2. Apesar de sua estreia, o São Paulo somente solicitou autorização para sua atuação como atleta amador do clube junto à Confederação Brasileira de Desportos em fevereiro de 1944. Durante quase dois anos, participou de amistosos e campeonatos de aspirantes, tendo sido campeão em 1945.
Passou a atuar pela equipe profissional em 1946 (quando participou da conquista do Campeonato Paulista daquele ano), como lateral-direito, ao lado de Mauro Ramos de Oliveira. Seu contrato foi renovado em 1947 e, assim, acabou participando da fase final do "Rolo Compressor", sendo titular da equipe tricolor que conquistou os dois últimos títulos de Leônidas da Silva pelo clube, em 1948 e 1949. Chegou a ter seu nome em uma lista de pré-convocados para a Copa do Mundo de 1950, mas acabou não ficando na lista final.
Fez parte do elenco profissional do clube por nove anos, sendo o sétimo atleta a ter atuado mais tempo pelo São Paulo em toda sua história, embora tenha sido titular por apenas quatro anos. Dos jogadores revelados pelo próprio São Paulo, é o vigésimo com mais jogos no currículo. Em dezembro de 1951, foi um dos doze jogadores do São Paulo colocados à venda pelos dirigentes do clube..
Acabou negociado com o Comercial da Capital em agosto de 1952. Continuou no clube, rebatizado de São Bento (após a fusão do Comercial com o São Caetano Esporte Clube em 1954). Com o fim da fusão, voltou a atuar pelo Comercial até a extinção deste, em 1962.
Em 1962, aos 36 anos, foi contratado pelo Ourinhense para a disputa do Campeonato Paulista de Futebol da Segunda Divisão (o terceiro nível estadual, na época).

## Títulos
- Campeonato Paulista: 1946[7], 1948[14] e 1949